# Ichoria quadrigutta
Ichoria quadrigutta är en fjärilsart som beskrevs av Walker 1854. Ichoria quadrigutta ingår i släktet Ichoria och familjen björnspinnare. Inga underarter finns listade i Catalogue of Life.